# 27. rujna
27. rujna (27. 9.) 270. je dan godine po gregorijanskom kalendaru (271. u prijestupnoj godini).
Do kraja godine ima još 95 dana.

## Događaji
- 1066. – Vilim Osvajač i njegova vojska isplovili iz ušća rijeke Somme, započevši normansko osvajanje Engleske.
- 1822. – Jean-François Champollion putem dopisa za Pariz objavljuje prve uspjehe u dešifriranju kamena iz Rosette.
- 1948. – U SAD su "lovci na komuniste" objavili imena vodećih atomskih znanstvenika koji su navodno špijunirali za SSSR.
- 1951. – Iranska vojska zauzela je britansku naftnu rafineriju Abadan koja je potom službeno podržavljena.
- 1952. – Sovjetski Savez odbio je državni sporazum s Austrijom.
- 1962. – U Jemenu je vojska srušila monarhiju i proglasila slobodnu republiku na čelu s pukovnikom Abdullahom Al Sallalom.
- 1970. – Nakon 11 dana okončani su sukobi između vojske i pakistanskih dobrovoljaca koji žive u Jordanu.
- 1973. – UNESCO je zajamčio kredit od 500 milijuna dolara za spas Venecije koja polagano tone.
- 1991. – Utemeljena 121. brigada HV, Nova Gradiška.

| - 1599. – Francesco Borromini, talijanski arhitekt i kipar († 1667.) - 1696. – Alfons Liguori, talijanski svetac († 1787.) - 1840. – Mihovilj Naković, hrvatski pisac i učitelj iz Gradišća († 1900.) - 1871. – Grazia Deledda, talijanska književnica († 1936.) - 1871. – Janko Vuković Podkapelski, hrvatski carski i kraljevski admiral († 1918.) - 1871. – Ivan Evanđelista Šarić, nadbiskup vrhbosanski, pjesnik, prevoditelj i hrvatski iseljenik (†1960.) - 1901. – Lavoslav Horvat, hrvatski arhitekt († 1989.) - 1904. – Edvard Kocbek, slovenski književnik († 1981.) - 1905. – Vjekoslav Kaleb, hrvatski književnik († 1996.) - 1915. – Milan Antolković, hrvatski nogometaš († 2007.) - 1963. – Daniela Trbović, hrvatska tv- voditeljica - 1967. – Bruno Kovačević, hrvatski sportski novinar i urednik - 1970. – Jelena Miholjević, hrvatska glumica - 1972. – Gwyneth Paltrow, američka glumica i pjevačica - 1992. – Granit Xhaka, švicarski nogometaš albanskoga porijekla - 2002. – Jenna Ortega, američka glumica | - 1111. – Vekenega, opatica samostana benediktinki sv. Marije u Zadru - 1590. – Urban VII., papa (* 1521.) - 1876. – Braxton Bragg, američki vojskovođa (* 1817.) - 1940. – Julius Wagner-Jauregg, austrijski liječnik, nobelovac (* 1857.) - 1945. – Tomislav Sertić, hrvatski vojnik (* 1902.) - 1956. – Babe Didrikson Zaharias, američka atletičarka (* 1911.) |

## Blagdani i spomendani
- Sveti Vinko Paulski